# Kostel Zvěstování Panny Marie (Horní Cerekev)
Kostel Zvěstování Panny Marie (někde uváděn také jako Kostel Zvěstování Páně) je farní kostel v římskokatolické farnosti Horní Cerekev, nachází se v centru města Horní Cerekev na křižovatce ulic Březinova, Havlíčkova a náměstí T. G. Masaryka nedaleko zámku Horní Cerekev a na břehu Zámeckého rybníka. Kostel je trojlodní barokní stavba s pozdně gotickým jádrem s polygonálním závěrem, čtyřbokou věží a renesančním portálem do sakristie. Kostel je chráněn jako kulturní památka České republiky. Pod podlahou kostela jsou kněžšké, panské a měšťanské hrobky.

## Historie
Na místě nynějšího kostela dříve stával dřevěný kostel se dvěma věžemi. Ten byl posléze přestavěn na kamenný, první písemná zmínka o kostele pochází z roku 1384, v tu dobu již kostel měl být farním. Na konci 15. století byl kostel opraven, byla opravena loď kostela a klenba presbytáře. Mezi lety 1547 a 1562 byl kostel výrazně upraven, jednolodní chrám byl přestavěn na trojlodní. Posléze byl kostel upravován ještě v letech 1631 a 1763.
Kostel však v roce 1821 vyhořel a byly zničeny obě věže i se zvony, stejně tak shořel i kostel svatého Jana Křtitele. Následně pak byla postavena jen jedna věž. Interiér kostela byl vybaven až v 18. století. V roce 1911 byla na hlavní oblouk v kostelní lodi namalován obraz Večeře Páně od Mikuláše Antonína Číly.
V letech 2009 a 2010 došlo k opravě fasády kostela.